# Guibourtia schliebenii
Guibourtia schliebenii là một loài rau đậu thuộc họ Fabaceae.
Loài này có ở Mozambique và Tanzania. Đây là một trong những loài thực vật quý hiếm đang bị đe dọa tuyệt chủng